# ART (Rapper)
ART (* 1996; bürgerlich Adrian Kitzinger) ist ein deutscher Rapper.

## Leben und Karriere
ART wuchs im Saarland auf und schrieb seine ersten Raptexte mit 16 Jahren, beeinflusst unter anderem von Kool Savas und Sido. Später kamen Einflüsse durch Rapper wie Capital Bra und Ufo361 hinzu. Seine ersten Songs waren vor allem Liebeslieder.
Bereits 2020 unterschrieb der Rapper beim Label 23Hours von Eugen Kazakov und dessen Frau, der YouTuberin Dagi Bee. Den Vertrieb übernahm Groove Attack. Auf dem Album Futura von Miksu & Macloud war er auf dem Track Pradahemd vertreten.
Art zog Anfang März 2021 aus dem Saarland nach Köln ins Belgische Viertel. Inspiriert von seiner neuen Heimat veröffentlichte er am 27. August den Song Belgisches Viertel, der direkt in die deutschen Charts auf Platz 17 einstieg und drei Wochen später mit Platz 13 seine bisherige Höchstplatzierung erreichte. Der Song erreichte auf Spotify innerhalb von einer Woche zwei Millionen Streams und wurde unter anderem von Lukas Podolski auf Instagram geteilt.
Am 18. Februar 2022 veröffentlichte ART zusammen mit der deutschen Sängerin Vanessa Mai die Single Melatonin, bei der er als Gastmusiker mitwirkt. Nach der Chartsingle Cabriodach am 4. März 2022 erschien mit Jalousien das nächste Duett. Bei dem Liebeslied erhielt er Unterstützung von der deutschen Singer-Songwriterin Madeline Juno. Es erschien am 25. März 2022 als Single und erreichte Rang 78 der deutschen Singlecharts.
Seit 2022 hat der Rapper seine Karriere pausiert. Beiträge auf seinem Instagram-Profil wurden entfernt ebenso bleibt seitdem sein Profilbild entfernt. Offiziell gibt es von Kitzinger kein Statement, ob und wann er sich wieder der Musik zuwenden wird. Im hessischen Rundfunk äußerte sich Art in der Vergangenheit kritisch über den vorherrschenden Druck in der Musikbranche. So sagte er: „Man ist die ganze Zeit zwischen Angst und diesem Drang nach vorne zu kommen gefangen.“
Im Januar 2024 gab Art über Instagram bekannt, dass er sich bereits Ende 2022 von seinem Label 23Hours getrennt hat. Im Herbst 2023 erwirkte er vom Landgericht Köln eine einstweilige Verfügung gegen das benannte Label (Landgericht Köln; AZ 14 O 354/23) und kündigte im gleichen Zug neue  Musik an.

## Diskografie

### Studioalben
- 2022: Spirit of Ecstasy

### Kompilationen
- 2020: Lost

### EPs
- 2021: Inferno
- 2021: XO

### Singles
- 2020: Zu viel (mit Fae August)
- 2020: 9 (Wolke7)
- 2020: California
- 2020: Trophies
- 2021: Wolken verziehen
- 2021: Tut weh (mit Alicia Awa)
- 2021: Moonlight
- 2021: Ace of Spades (mit Rote Mütze Raphi)
- 2021: Ohne dich
- 2021: Es ist soweit
- 2021: Malibu Kirsch (mit Kati K)
- 2021: Belgisches Viertel
- 2021: Winterjacke
- 2021:  Rubinroter Wein
- 2022: Nebel
- 2022: Quit (Capital Bra feat. Mvna & ART)
- 2022: Melatonin (Vanessa Mai feat. ART)
- 2022: Cabriodach
- 2022: Jalousien (feat. Madeline Juno)
- 2022: Bester Fehler
- 2022: Blunt
- 2022: Summertime Sadness (mit Juh-Dee; #1 der deutschen Single-Trend-Charts am 29. Juli 2022[12])
- 2022: Tagtraum (#3 der deutschen Single-Trend-Charts am 19. August 2022[13])
- 2022: Stilles Wasser (#1 der deutschen Single-Trend-Charts am 9. September 2022[14])
- 2022: Schwarzer Hoodie (#4 der deutschen Single-Trend-Charts am 30. September 2022[15])
- 2022: Fahrstuhl (#6 der deutschen Single-Trend-Charts am 4. November 2022[16])
- 2022: Augen eines Wolfs
- 2024: Showtime (mit The Cratez)
- 2024: Maskenball (mit BNZO)
- 2024: Aquarell (mit The Cratez)